# Ryan Lorthridge
Ryan Burnell Lorthridge (Nashville, Tennessee; 27 de julio de 1972) es un exjugador de baloncesto estadounidense que jugó una temporada en la NBA, desarrollando el resto de su carrera profesional en ligs menores de su país, y en equipos de Europa y Sudamérica. Con 1,93 metros de estatura, lo hacía en la posición de base.

## Trayectoria deportiva

### Universidad
Jugó durante tres temporadas con los Tigers de la Universidad Estatal Jackson, en las que promedió 11,4 puntos, 2,6 rebotes y 2,6 asistencias por partido. En su última temporada fue incluido en el mejor quinteto de la Southwestern Athletic Conference, tras promediar 19,4 puntos y 4,2 asistencias por encuentro.

### Profesional
Tras no ser elegido en el Draft de la NBA de 1994, jugó en la CBA hasta que en enero de 1995 fichó como agente libre por los Golden State Warriors por diez días, renovando hasta final de temporada. Disputó un total de 37 partidos, en los que promedió 7,4 puntos y 2,7 asistencias.
A partir de ese momento, su carrera fue un ir y venir en diferentes equipos europeos, sudamericanos y de ligas menores de su país. Pasó brevemente por la liga italiana, disputando cuatro partidos con el Scaligera Basket Verona en 1995 y otros cuatro en 2001, además de 12 con el Fabriano Basket en la temporada 1997-98, promediando en total 22,4 puntos y 4,4 rebotes por partido.
En 2004 jugó con los Gigantes de Carolina de la liga portoriqueña, promediando 15,1 puntos y 5,9 rebotes por partido, y en 2006 en el Polonia Warszawa de la liga polaca, donde promedió 12,9 puntos y 3,8 rebotes.
Jugó además a lo largo de su carrera en Grecia, Israel, Francia, Argentina y Venezuela.

## Estadísticas de su carrera en la NBA

### Temporada regular
| Temp.   | Edad | Equipo                | Liga | Pos. | P  | TIT | MIN  | TC  | TCA | %TC  | 3P  | 3PA | %3P  | 2P  | 2PA | %2P  | TL  | TLA | %TL  | R.OF. | R.DEF. | REB | ASIS | ROB | TAP | PER | FP  | PTS |
| 1994-95 | 22   | Golden State Warriors | NBA  | SG   | 37 | 2   | 18.2 | 2.9 | 6.0 | .475 | 0.1 | 0.4 | .214 | 2.8 | 5.6 | .493 | 1.5 | 2.4 | .648 | 0.6   | 1.3    | 1.9 | 2.7  | 0.8 | 0.0 | 1.5 | 1.1 | 7.4 |
| Total   |      |                       | NBA  |      | 37 | 2   | 18.2 | 2.9 | 6.0 | .475 | 0.1 | 0.4 | .214 | 2.8 | 5.6 | .493 | 1.5 | 2.4 | .648 | 0.6   | 1.3    | 1.9 | 2.7  | 0.8 | 0.0 | 1.5 | 1.1 | 7.4 |